# Jargão profissional
Um jargão profissional é um jargão caracterizado pela utilização restrita a um círculo profissional, ou seja, um conjunto de termos específicos usados entre pessoas que compartilham a mesma profissão. O jargão profissional não deve ser confundido com a gíria nem com linguagem técnica, embora às vezes sejam usados ao mesmo tempo pelas mesmas pessoas.
São exemplos de jargões profissionais o juridiquês, o economês e o vício do gerundismo próprio dos profissionais de telemarketing e vendas.

## Economês
O economês é um jargão profissional caracterizado pelo uso excessivo e desnecessário (ou descontextualizado) de termos técnicos de Economia. O "economês" é praticado não apenas por economistas, gestores, consultores, analistas de mercado financeiro e outros profissionais da área econômica, mas também por jornalistas que os entrevistam e reproduzem tais termos nas matérias que escrevem. Por atrapalhar a fluência do texto e dificultar a compreensão do leitor, o "economês" é considerado um dos piores problemas no jornalismo econômico.
Para leigos, o uso constante do economês beira o vício de linguagem.